# Partido Comunista de Estonia (1990)

Bandera de la RSS de Estonia.

El Partido Comunista de Estonia (plataforma PCUS) o EKP-NLKP (en estonio: Eestimaa Kommunistlik Partei) fue un partido político comunista fundado en Estonia en marzo de 1990, tras escindirse del Partido Comunista de Estonia original, que tuvo lugar en el XX Congreso del EKP. 

## Historia

### Creación
El EKP-Plataforma PCUS fue fundado como respuesta a la decisión tomada en el XX Congresso de separar el EKP del Partido Comunista de la Unión Soviética (PCUS). Imediatamente, los congresistas prosoviéticos abandonaron el Congresso y organizaron su propio Congresso el 26 de marzo de 1990, en el cual fue elegido su propio Comité Central, dirigido por el Primer Secretario, Aleksandr Gusev. 
El Partido fue percibido como la negativa de la población rusa residente en Estonia a la propia independencia del país. Sin embargo, a diferencia de lo que aconteció con la escisión del Partido Comunista de Letonia, la fractura del EKP no envolvía en realidad razones étnicas. Con todo, los prosoviéticos tampoco consiguieron retener a la mayor parte de los miembros del Partido tras la escisión.
El 20 de junio de 1990, el Partido adoptó el nombre de Partido Comunista de Estonia, sobre lo cual fue celebrado el XXI Congreso del Partido a finales de ese año. El nuevo Partido contaba como propios los veinte congresos anteriores. En ese Congreso, el estonio Lembit Annus fue elegido nuevo Primer Secretario, lo que significó el início de una época de menor confrontación con la otra parte, mayoritaria, de la escisión: el Partido Laborista Democrático de Estonia. Incluso, en 1991, Annus expresó la voluntad de su Partido de formar parte de un gobierno en coalición. 
El Partido promovió un referéndum paralelo al oficial sobre la independencia de Estonia. La pregunta de ese referéndum fue: "¿Quiere usted que la Estonia soberana continúe formando parte de la URSS?". El referéndum fue celebrado en las ciudades de Kohtla-Järve, Sillamäe y Narva. Apenas fueron publicados los resultados de la ciudad de Sillamäe, con una participación del 83% y un voto positivo del 89%. A diferencia del referendo oficial, el propuesto por el Partido Comunista de Estonia permitía el voto a toda la población residente, lo que incluía a la ciudadanía de origen ruso e incluso a las tropas del Ejército Rojo estacionadas en Estonia.

### Ilegalización
Posteriormente, el partido apoyó el intento de golpe de Estado en la Unión Soviética en 1991 contra Mijail Gorbachov, motivo por el cual fue ilegalizado por el gobierno estonio el 22 de agosto de 1991. En aquel momento, el secretario general del partido era Pavel Panfilov. 
A pesar de la ilegalización, un pequeño grupo de miembros continuó formando parte del Partido, que se integró inicialmente en la Unión de Partidos Comunistas (SKP-KPSS), pero cuando esa organización de partidos comunistas de antiguas repúblicas soviéticas sufrió una ruptura en 2001, los estonios se adhirieron al Partido Comunista de la Unión Soviética de Oleg Shenin.